# Pump track

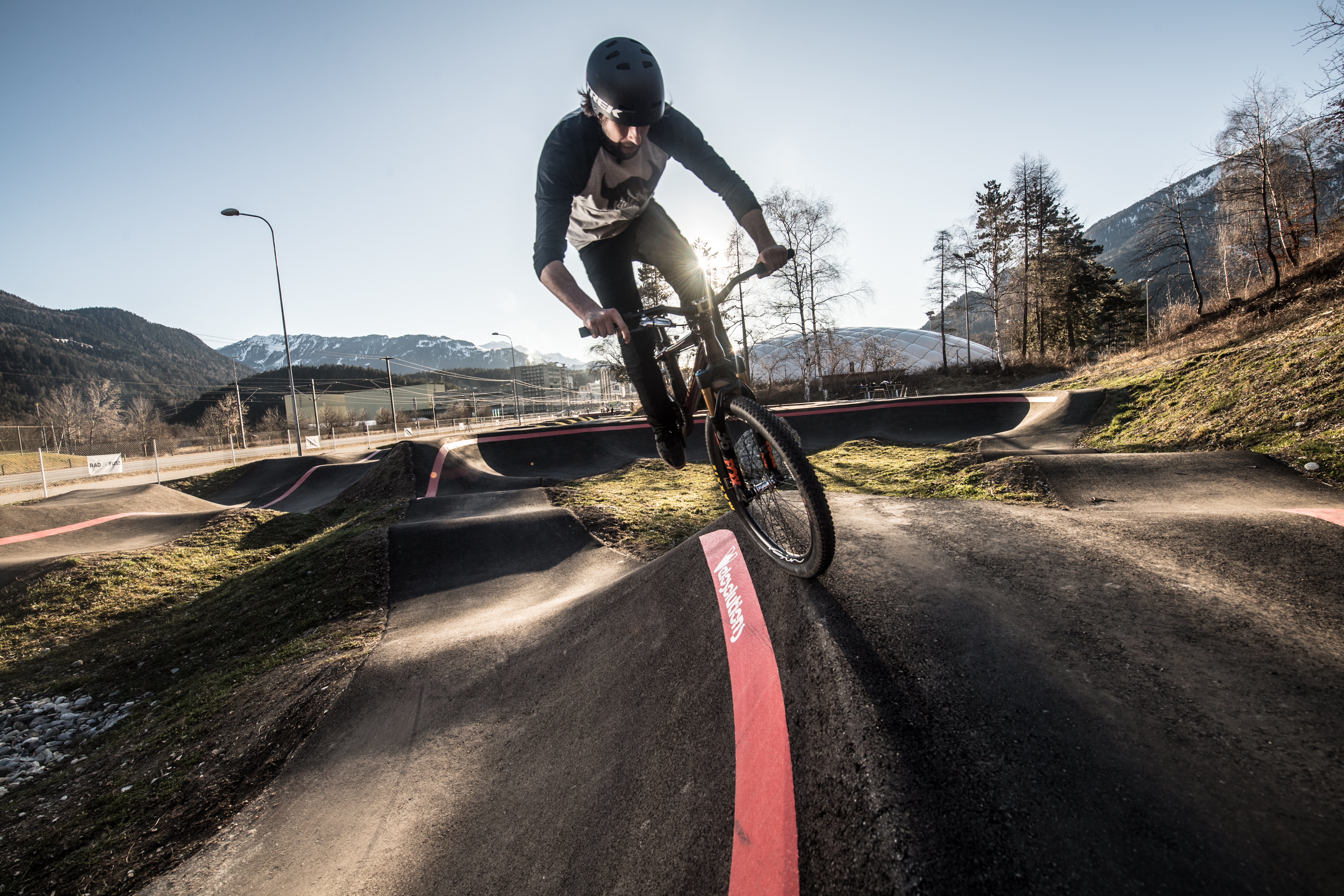
Un ciclista que fa un truc en una pista de pump track

Un Pump Track, en anglès pista bomba, és un circuit creat inicialment per bicicletes BMX, la construcció del qual, amb salts i peralts, permet fer voltes al circuit sense pedalar mitjançant una tècnica que aprofita la inèrcia del cos bombejant amunt i avall. Actualment aquests circuits son utilitzats també per patinadors que s'impulsen bombejant amb el seu cos amunt i avall sense la necessitat d'impulsar-se amb el peu.

## Història
Entre els anys 90s i 2000s hi va haver un enorme boom de Skateparks. Eren circuits dissenyats per a patinados i ciclistes de BMX ja experimentats o professionals, i per això resultat dins moltes lesions. Moltes comunitats van buscar solució més accessible per a la practica de BMX i patinatge. La primera pista de pump track va ser construïda per Steve Wentz (professional de descens) l'any 2004 als Estats Units a la botiga Fix Bike Shop a Boulder (Colorado)
El 2007 es va construir el primer pump track del Sud d'Europa a La Clau Bicipark, Catalunya, pel tècnic de ciclisme Manel Ibars.

## Bicicletes

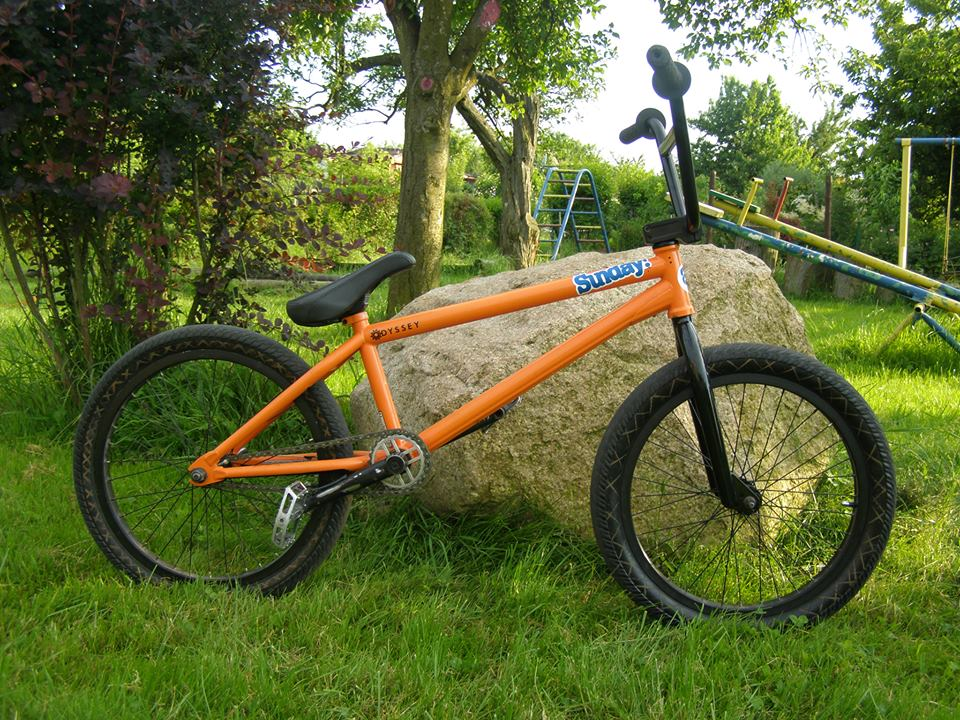
Una bicicleta BMX utilitzada per circular en Pump tracks